# Jean-Baptiste Tuffet
Pour les articles homonymes, voir Tuffet.
Jean-Baptiste Tuffet, dit Salvador, né à Paris le 21 janvier 1803 et mort à Paris 10e le 26 mars 1873, est un auteur dramatique et acteur français.

## Biographie
Secrétaire général du Théâtre de l’Ambigu-Comique de 1843 à 1860 puis régisseur du Théâtre de l'Odéon (1868-1869,), ami de George Sand, collaborateur du Tintamarre où il signe « Salvador », ses pièces ont été représentées sur les plus grandes scènes parisiennes du XIXe siècle. On lui doit aussi des études sur le milieu du théâtre.

## Œuvres
- 1837 : Baron le comédien, anecdote-vaudeville en un acte, avec Alexandre Ferré
- 1838 : Le Vieux Paillasse, vaudeville en un acte, avec Abel Lahure
- 1841 : Ozakoi le conspirateur, vaudeville en 2 actes, avec Olivier Dessarsin, Théâtre des Folies-Dramatiques, 3 avril
- 1844 : Les Mystères des théâtres de Paris : observations ! indiscrétions !! révélations !!! / par un vieux comparse
- 1845 : Paris-Orléans, ou Parcours pittoresque du chemin de fer de Paris à Orléans
- 1847 : Le Boulevard du Temple et ses célébrités depuis soixante ans
- 1849 : Une bonne fille, vaudeville en un acte, avec Jean-Louis-Auguste Commerson, Théâtre de la Porte-Saint-Martin, 11 novembre
- 1853 : Les Bluets du mois de Marie, mélodie religieuse, paroles de Salvador Tuffet, musique de Jules Bovéry
- 1862 : Le Photographe théâtral au XIXe siècle : portraits photographiés sur nature et biographie historique des artistes des théâtres de Paris
- 1864 : Les Gloires de la France, cantate patriotique, paroles de Salvador-Tuffet, musique de Joseph Darcier, exécutée le 15 août
- 1865 : Panthéon grotesque des acteurs et actrices de Paris, balançoires biographiques, couplétées sur des airs de pont-neuf
- 1873 : Les Faux Dieux, comédie en 3 actes et en vers, avec Gabriel Reignier